# Les Salles-sur-Verdon
Les Salles-sur-Verdon är en kommun i departementet Var i regionen Provence-Alpes-Côte d'Azur i sydöstra Frankrike. Kommunen ligger i kantonen Aups som tillhör arrondissementet Brignoles. År 2022 hade Les Salles-sur-Verdon 235 invånare.

## Befolkningsutveckling
Antalet invånare i kommunen Les Salles-sur-Verdon
| Referens: INSEE |